# Оскар Састре
Оскар Састре (ісп. Óscar Sastre, 25 грудня 1920 — 2 серпня 2012) — аргентинський футболіст, що грав на позиції захисника за клуби «Індепендьєнте» (Авельянеда) та «Депортіво Калі», а також національну збірну Аргентини. У складі останньої — дворазовий переможець чемпіонату Південної Америки.

## Клубна кар'єра
Народився 25 грудня 1920 року. Вихованець футбольної школи клубу «Індепендьєнте». Дорослу футбольну кар'єру розпочав 1942 року в основній команді того ж клубу. Протягом наступних восьми сезонів взяв участь у 187 матчах чемпіонату за «Індепендьєнте». 1948 року допоміг команді виграти футбольну першість Аргентини.
Завершував ігрову кар'єру у колумбійському «Депортіво Калі», за який виступав протягом 1950—1952 років.

## Виступи за збірну
1945 року дебютував в офіційних матчах у складі національної збірної Аргентини. Був у її заявці на переможному для аргентинців тогорічному чемпіонаті Південної Америки в Чилі, проте на поле не виходив.
За два роки поїхав у складі національної команди на чемпіонат Південної Америки 1947 до Еквадора, де аргентинці знову стали континентальними чемпіонами, а Састре взяв участь у двох іграх.
Помер 2 серпня 2012 року на 92-му році життя.

## Титули і досягнення
- Переможець чемпіонату Південної Америки (2):

Аргентина: 1945, 1947
- Чемпіон Аргентини (1):

«Індепендьєнте»: 1948